# Síliqua

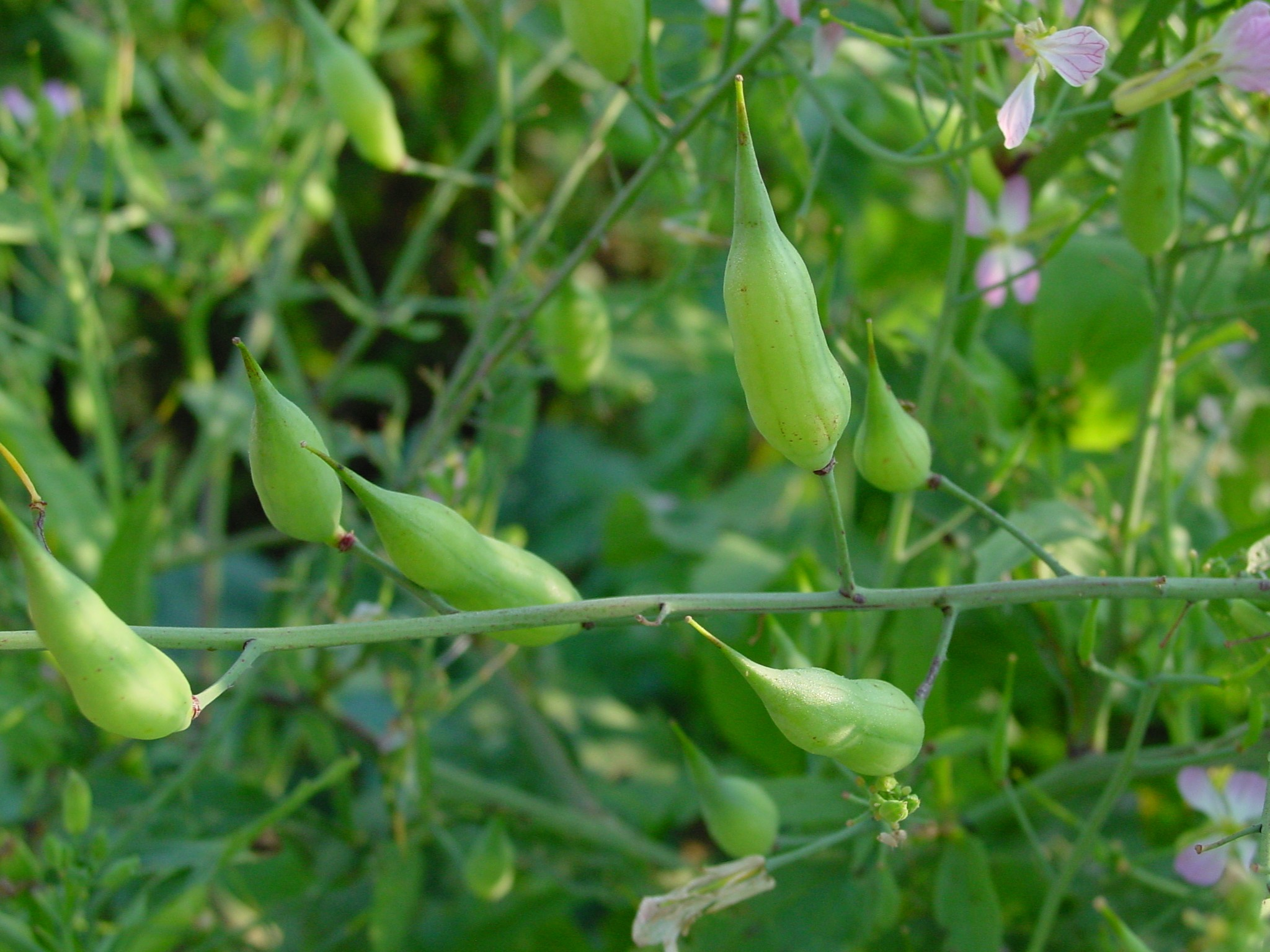
Síliquas da espécie Raphanus sativus

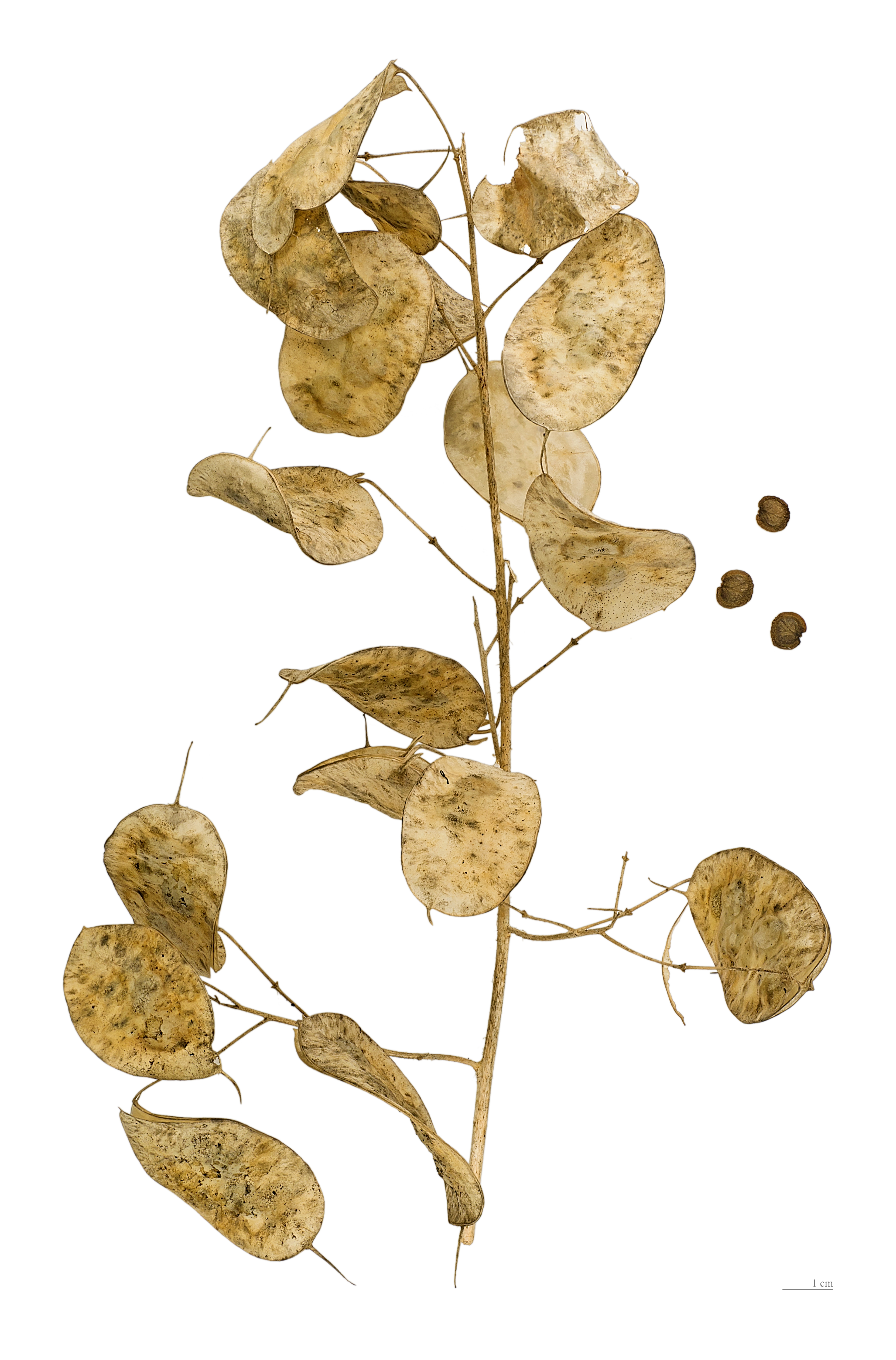
Lunaria annua

Síliqua é um tipo de fruto seco e deiscente, constituído por 2 carpelos. Em seu interior há um septo plano, onde inserem-se as sementes, em ambas as suas faces (encerrando-as em cada um dos dois lóculos formados). Este septo, na abertura do fruto, destaca-se de ambos os carpelos, expondo as sementes ao vento.
Este tipo de fruto não é muito comum, ocorrendo especialmente em alguns gêneros de Bignoniaceae, como exemplo em Tabebuia e Tecoma, conhecidos popularmente como ipês.
Os frutos do tipo síliqua são geralmente alongados. Quando mais curtos, com o comprimento aproximadamente do mesmo tamanho ou até três vezes menor que a largura são denominados silículas.

## Referência
- (em português) Glossário Botânico. Universidade de Coimbra[ligação inativa]